# پدرو مندس (بازیکن فوتبال، زاده ۱۹۷۹)
پدرو میگل دا سیلوا مندس (پرتغالی: Pedro Miguel da Silva Mendes؛ زادهٔ ۲۶ فوریهٔ ۱۹۷۹) بازیکن فوتبال سابق اهل پرتغال است.
وی همچنین در تیم ملی فوتبال پرتغال بازی کرده‌است.

## افتخارات
پورتو
- لیگ برتر فوتبال پرتغال: ۰۴–۲۰۰۳
- سوپر جام فوتبال پرتغال: ۲۰۰۳
- لیگ قهرمانان اروپا: ۰۴–۲۰۰۳
- جام حذفی فوتبال پرتغال: نایب قهرمان ۰۴–۲۰۰۳

پورتسموث
- جام حذفی فوتبال انگلستان: ۲۰۰۸
- جام خیریه انگلستان: نایب قهرمان ۲۰۰۸

رنجرز
- لیگ برتر فوتبال اسکاتلند: ۰۹-۲۰۰۸

ویتوریا گیمارش
- سوپر جام فوتبال پرتغال: نایب قهرمان ۲۰۱۱